# 최훈 (만화가)
최훈 (1972년~ )은 대한민국의 만화가이다. 야구 관련 만화를 주로 그리며, 최훈의 KBO 리그 카툰에 등장하는 각 구단의 캐릭터는 대중적으로 큰 인기를 얻으며 널리 사용되고있기도 하다.

## 학력
- 서울상문고등학교 졸업
- 한국외국어대학교 영어학과 졸업

## 데뷔
- 문학계간지 소설 'I even kill the dead' (1997년)

## 작품
- 네이버 웹툰 <구석구석캠페인>(완결)
- 네이버 웹툰 <MLB카툰>(완결)
- 네이버 웹툰 <GM>(완결)
- 네이버 웹툰 <삼국전투기>(완결)
- 네이버 웹툰 <락커두들두>(휴재)
- 웹삼국지 <삼국전투기 외전>(휴재)
- 카카오톡 <야구친구-프로야구 카툰>
- 스포츠 동아 <개와 고양이의 시간>(휴재)
- 스포츠 동아 <돌직구>
- 스포츠 동아 <클로저 이상용>(완결)